# كابتن هادوك
كابتن أرشيبالد هادوك (بالفرنسية: Capitaine Archibald Haddock)‏ هو شخصية خيالية في مغامرات تان تان، سلسلة القصص المصورة للرسام البلجيكي هيرجه. هادوك هو أحد أفضل أصدقاء تان تان، وهو كابتن بحري يدخن الغليون.
في البداية، صُور هادوك على أنه ضعيف ومدمن للكحول تحت سيطرة مساعده الخائن ألان، الذي أبقاه مخموراً وسرق سفينة الشحن الخاصة به. لاحقاً هادوك استعاد مكانته وكرامته، حتى أنه أصبح رئيس جمعية البحارين المتزنين، لكنه لم يتخلى عن حبه للروم والويسكي، حتى مغامرة تان تان الأخيرة، حيث «يشفيه» البروفيسور كالكولوس من حبه للكحول. في قصة سر وحيد القرن وكنز راكهام الأحمر يسافر هو وتان تان للعثور على كنز القراصنة الذي استولى عليه جده الأكبر، السير فرانسيس هادوك (بالفرنسية: François de Hadoque). مع الثروة التي وجدها واستعادته منزل أجداده، يصبح الكابتن هادوك شخصية اجتماعية. يركب حصانًا ويرتدي نظارة عين واحدة. ثم تطور ليصبح بطوليًا حقًا، متطوعًا للتضحية بحياته لإنقاذ حياة تان تان في تان تان في التبت . ويبدوا أنه تقاعد في القصص اللاحقة.
رغم كل ما يحدث، تعمل إنسانية الكابتن وسخريته كصفات معاكسة لشخصية تان تان البطولية. حيث يضيف الكابتن تعليقاته الجافة والساخرة كلما أصبح المراسل الشابة مثاليًا بدرجة غير معقولة.